# Piccadilly Circus
För andra betydelser, se Piccadilly Circus (olika betydelser).

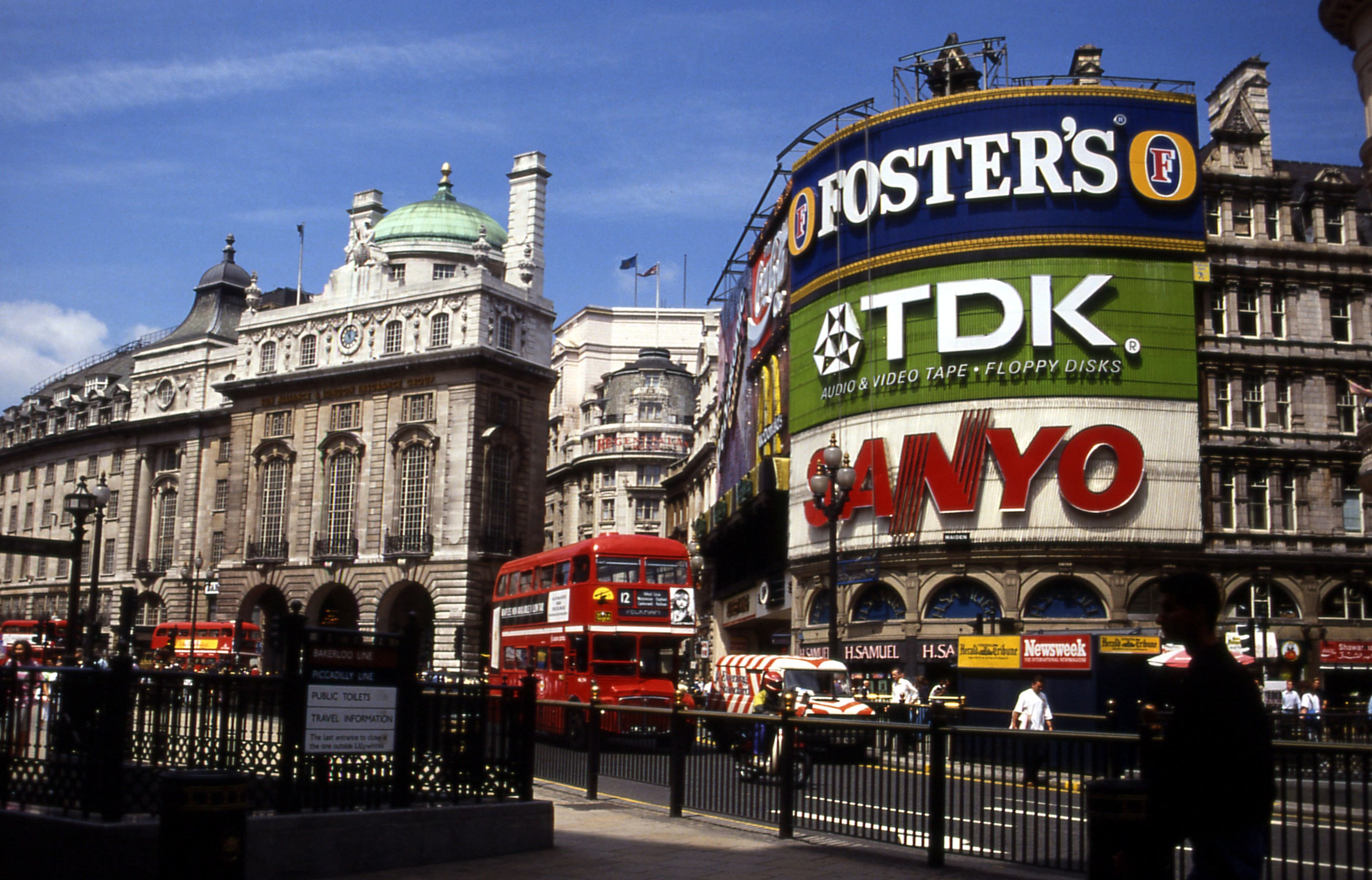
Reklamskyltar vid Piccadilly Circus.

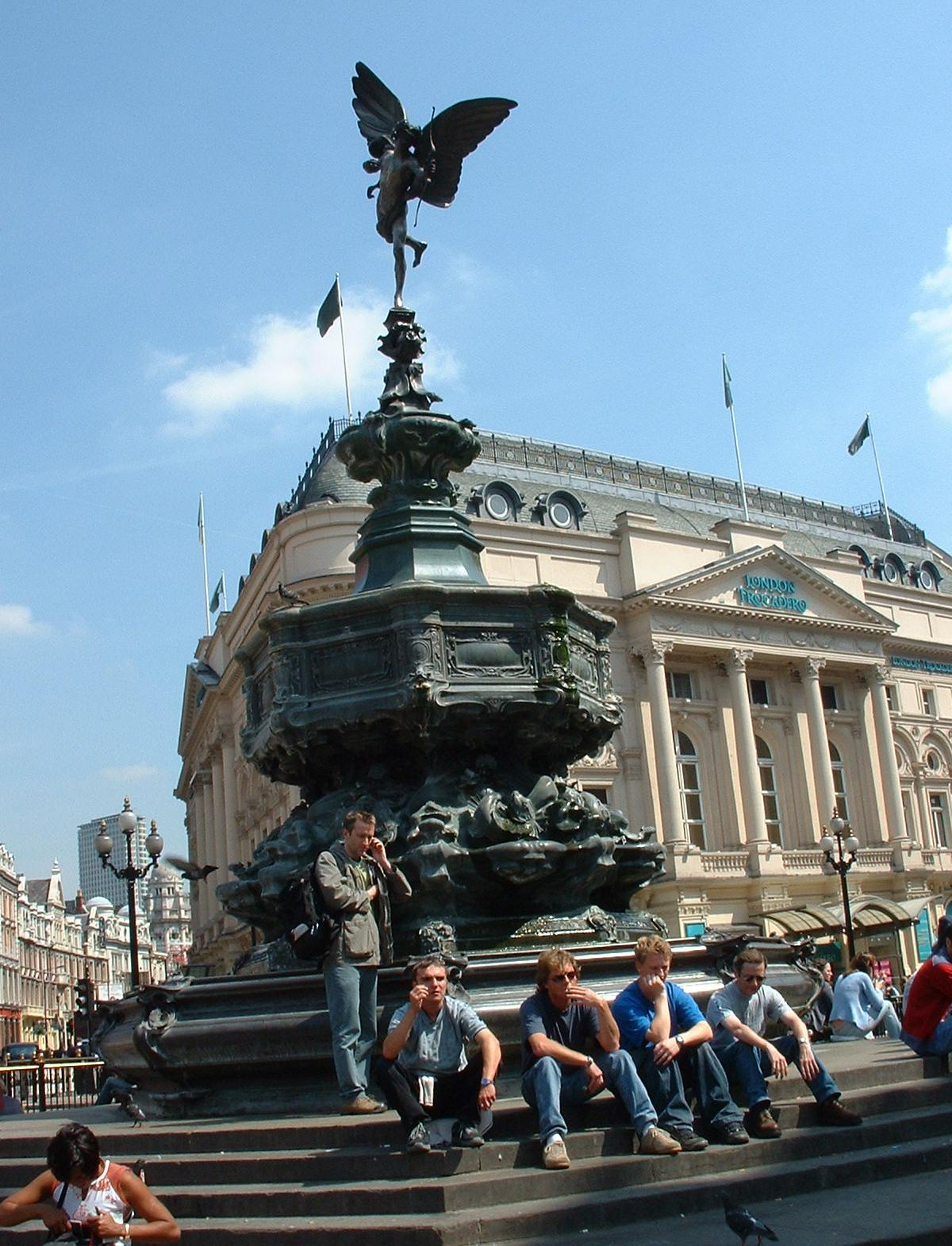
Piccadilly Circus med Shaftesbury Memorial fountain, upprest till minne av Anthony Ashley Cooper, 7:e earl av Shaftesbury.

Piccadilly Circus är ett centralt beläget torg i London i korsningen mellan Regent Street, Piccadilly, Shaftesbury Avenue och Coventry Street. Platsen är en av de mest kända i London och byggdes upp år 1819. Hela området var en gång täckt av neonreklam, men idag är det bara en byggnad som har reklam. Englands allra första elektriska trafikljus installerades vid just Piccadilly Circus och togs i bruk den 3 augusti 1926. 
I torgets sydvästra hörn står fontänen Shaftesbury Memorial uppförd 1892-1893 till minne av Anthony Ashley Cooper, 7:e earl av Shaftesbury, en politiker, filantrop och social reformator. Fontänen avbildar den grekiska guden Anteros men kallas allmänt, inkorrekt, för Eros-statyn. Anteros var tvillingbror till Eros och skulptören Sir Alfred Gilbert förklarar valet med att Anteros representerade ”reflekterande och mogen kärlek, i motsats till Eros eller Cupid, den frivolösa tyrannen”.

Vid Piccadilly Circus finns ett av Englands största sportköpcentrum, Lillywhites, med fem våningar av olika sportprodukter. 
Piccadilly Circus är även en tunnelbanestation och knutpunkt för linjerna Bakerloo line och Piccadilly line.

## Namnet
Namnet piccadill kommer från en styv spetskrage som var modern på 1600-talet. En skräddare vid namn Roger Baker som var verksam i området skapade en förmögenhet på piccadiller och lokalbefolkningen refererade till skräddarens hus som ”Piccadill Hall” vilket senare övergick till det förenklade ”Piccadilly”.

## Attentat under 1900-talet
Piccadilly Circus har varit måltavla för IRA-terrorister ett flertal gånger. 24 juni 1939 inträffade en explosion, dock utan att någon skadades. 25 november 1974 skadade en bomb 16 personer. En kraftig bomb exploderade 6 oktober 1992, och skadade fem personer.

## Reklamskyltarna
Reklamskyltarna hänger på byggnaden mellan Shaftesbury Avenue och Glasshouse Street. Neonskyltarna har inget specifikt namn men förr när hela området var täckt i reklamskyltar kallades det för "Monico" som var döpt efter Café Monico som låg i Piccadilly Circus. Företagen som idag visas fast på neonskyltarna är:
- Coca-Cola som har haft sin skylt hängande på byggnaden sedan 1954.
- Hyundai Motor Company sedan 11 september 2011.
- TDK (Tokyo Denki Kagaku Kogyo) kom år 1990.
- McDonald's sedan 1987.
- Samsung sedan 2013
- LG Electronics sedan februari 2007.